# Yaverlandia
Yaverlandia là một chi khủng long, được Galton mô tả khoa học năm 1971.